# Ciao Ciao
Ciao Ciao è stato un programma televisivo italiano di genere contenitore e destinato ai bambini e ai ragazzi, trasmesso dal 1979 al 2001, inizialmente su varie emittenti locali e in seguito su Rete 4 e Italia 1.

## Storia

### Esordio e periodo Mondadori
Il programma esordì l'8 ottobre 1979 in syndication su varie televisioni locali appartenenti al circuito GPE - Telemond, ed era inizialmente un semplice contenitore di cartoni animati senza alcun intermezzo interno: proponeva prevalentemente serie di produzione americana della Hanna-Barbera e pochi anime tra cui Tekkaman, Hurricane Polimar e Kyashan. Nel primo periodo l'orario di messa in onda era compreso tra le 17:45 e le 18:30.
Dall'ottobre 1981 gli editori Mondadori, Gruppo Editoriale L'Espresso e Perrone chiusero il circuito GPE-Telemond e lo sostituirono con il network nazionale Rete 4, che iniziò ufficialmente le trasmissioni il 4 gennaio 1982: dallo stesso periodo il programma iniziò a presentare prevalentemente anime giapponesi, tra cui Bem il mostro umano, Rocky Joe, Flo, la piccola Robinson, Jenny la tennista, Yattaman e molti altri. In questo periodo l'orario di messa in onda di Ciao Ciao venne esteso fino a occupare la fascia dalle 16:30 alle 18:30 circa nei giorni feriali e fu aggiunta un'edizione mattutina dalle 8:30. Nel corso del 1982 i cartoni contenuti (e talvolta gli orari) erano spesso diversi tra un'emittente locale e l'altra; la programmazione verrà progressivamente uniformata a livello nazionale nel corso del 1983.

### Dal 1984, periodo Fininvest
Dall'autunno 1984, dopo il passaggio di proprietà di Rete 4 a Fininvest il programma subì molti cambiamenti: fu plasmato sul modello di Bim Bum Bam, il contenitore per ragazzi allora in onda su Italia 1, e venne affidato ad Alessandra Valeri Manera, ideatrice, autrice e produttore esecutivo di tutta la programmazione per ragazzi del gruppo Fininvest. Ciao Ciao venne trasferito dalla fascia oraria del pomeriggio a quella dell'ora di pranzo: da allora andò in onda dal lunedì al sabato inizialmente dalle 12:45 alle 14:15, in seguito dalle 12:00 alle 13:30 circa, con ulteriori leggere variazioni nel corso degli anni (in alcune edizioni, ad esempio quella del 1986/1987, Ciao Ciao andrà in onda anche la domenica).
Il 10 settembre 1985 vennero introdotti anche gli spazi interni tra un cartone e l'altro, condotti da Giorgia Passeri e Four, un pupazzo simile a Uan, animato dal Gruppo 80 e doppiato da Giancarlo Muratori e in seguito da Pietro Ubaldi. I cartoni animati trasmessi appartenevano ora al catalogo Fininvest, e si alternavano prime visioni (fra le quali, inizialmente, Evelyn e la magia di un sogno d'amore, Le avventure della dolce Kati, Lo strano mondo di Minù e in seguito She-Ra, la principessa del potere) e repliche di serie già trasmesse su Bim bum bam (tra cui Lucy May e Il piccolo principe). Nella stagione 1985/1986 vennero anche replicate alcune serie della gestione Mondadori, come Flo, la piccola Robinson, Wacky Races e He-Man e i dominatori dell'universo. Come accadeva con Bim bum bam, d'estate il programma andava in onda senza conduttori e intermezzi e trasmetteva solamente cartoni animati tra la sigla iniziale e quella finale.
Nella seconda metà degli anni '80, Ciao Ciao propose prevalentemente repliche di materiale già trasmesso sullo stesso contenitore, su Bim bum bam o nella fascia preserale di Italia 1, con rare eccezioni. 
Il 4 luglio 1988, il programma passò su Italia 1, dove veniva trasmesso sempre all'ora di pranzo, aggiungendosi a Bim bum bam che andava in onda il pomeriggio; quando nel settembre dello stesso anno ritornarono i siparietti tra un cartone animato e l'altro, la nuova conduzione fu di Debora Magnaghi, che cantava la nuova sigla con Four. Il 26 giugno 1989 il programma tornò su Rete 4, e da settembre Debora Magnaghi passò a condurre Bim bum bam e fu sostituita da Paola Tovaglia. Nelle stagioni successive Ciao Ciao si alternò tra Rete 4 e Italia 1, fino a trasferirsi definitivamente su Italia 1 dall'inizio della stagione 1992–1993.

### Anni novanta
Il 3 settembre 1990 nacque lo spin-off Ciao Ciao Mattina, condotto da Paola Tovaglia, inizialmente affiancata da Four  e successivamente assieme al nuovo pupazzo Ragù, doppiato da Felice Invernici. La trasmissione sostituiva il contenitore mattutino Caffelatte trasmesso dal 1987 su Canale 5 e Italia 1, e andava in onda dal lunedì al sabato su Italia 1 inizialmente dalle 7:00 alle 8:30; anni dopo fu estesa, per alcune edizioni, dalle 6:30 alle 9:15. La domenica mattina, invece, la trasmissione era sostituita da un'edizione speciale di Bim bum bam. In seguito alla morte di Paola Tovaglia, alla conduzione prima ci fu Paola Ajmone Rondo (che in precedenza era stata conduttrice di due analoghi programmi per ragazzi trasmessi su Odeon TV: Slurp e Sugar) e poi nuovamente Debora Magnaghi, contemporaneamente conduttrice anche di Bim bum bam, dal 1996 sostituita a sua volta da Deborah Morese.
Il 24 settembre 1990, in occasione dell'inizio della nuova stagione di Ciao Ciao, entrarono a far parte del cast in aggiunta a Paola Tovaglia, Flavio Albanese, Marco Milano e Fourino, un altro pupazzo animato "cuginetto" di Four ideato per attirare i più piccoli, doppiato da Davide Garbolino, che avrebbe poi affiancato Paola Tovaglia nella conduzione dell'edizione mattutina a partire dal 1992. Inoltre, il 26 agosto 1991 arrivarono Marta Iacopini, Guido Cavalleri e il piccolo Alfonso La Rossa, i quali si alternarono nella conduzione di intermezzi basati su giochi di società che molto spesso facevano da sponsor del programma, giochi telefonici per i bambini a casa nonché vari sketch e rubriche. In queste edizioni intervennero anche scolaresche che si sfidavano tra loro nei vari giochi a squadre.
Nelle edizioni dal 1991 al 1998, venivano trasmessi dei brevi sketch a disegni animati, che terminavano sempre con lo stacco "Ciao Ciao!" preso dalla sigla (in questo caso interpretata dalla scimmia Ragù con il Coro dei Piccoli Cantori di Milano), per intervallare gli spezzoni dal vivo e i cartoni animati; essi furono realizzati dai fumettisti Grazia Nidasio e Michel Fuzellier, diretti da Fuzellier e Walter Cavazzuti per la Quick Sand Productions.
Dalla stagione 1992/1993, Ciao Ciao e Ciao Ciao Mattina variarono la loro struttura interna e iniziarono a essere spezzettati in varie rubriche indipendenti tra loro, posizionate tra un cartone e l'altro, che si alternavano nel corso della settimana. Questa suddivisione rimase invariata fino all'intera stagione 1997/1998. In particolare Ciao Ciao Mattina comprendeva i seguenti spazi:
- La posta di Ciao Ciao Mattina (dal 10 agosto 1992 al 29 agosto 1998);
- Sorridete con Ciao Ciao (dall'11 agosto 1994 al 5 settembre 1998);
- Tutti svegli con Ciao Ciao (dal 12 agosto 1994 al 17 ottobre 1998);
- Giochiamo con Ciao Ciao Mattina (dal 7 agosto 1995 al 26 settembre 1998);
- Ancora insieme con Ciao Ciao (dal 9 marzo 1996 al 4 luglio 1998);
- Ciao Ciao Mattina mare (estate 1996).[8]

La trasmissione continuava a usare, seppur per le rubriche interne, il brano Afferra la magia di Ciao Ciao (che era stato introdotto nel 1992 e inizialmente fungeva da sigla per l'intero programma) e non furono più realizzate altre sigle per il contenitore. Invece Ciao Ciao dell'ora di pranzo comprendeva:
- Ciao Ciao Street (dal 5 aprile 1993 al 2 dicembre 1994);
- Ciao Ciao News (dal 3 maggio 1993 al 30 giugno 1998);
- Ciao Ciao Parade (dal 25 ottobre 1993 al 12 settembre 1998);
- Ciao Ciao Mix (dal 31 gennaio 1994 al 1º marzo 1997);
- Fax Fan Club (dal 24 agosto 1994 al 7 agosto 1996);
- Ciao Ciao Talk Follies (dal 2 gennaio al 31 luglio 1998).

Le rubriche dell'ora di pranzo utilizzavano sigle strumentali originali, invece delle precedenti sigle cantate dai conduttori con i pupazzi ed il solito coro. La trasmissione dell'ora di pranzo fu condotta fino al 1996 da Marta Iacopini, Guido Cavalleri, Alfonso La Rossa (presente soltanto fino al 1993) e dal pupazzo Four; dal 1996 la doppiatrice Giulia Franzoso e Carlo Sacchetti sostituirono Iacopini e Cavalleri, passati a condurre l'analogo Zap Zap su TMC.
Così come accadde per Bim bum bam, anche Ciao Ciao e Ciao Ciao Mattina, a partire dalla fine degli anni novanta, iniziarono ad essere progressivamente svuotati di tutti i loro spazi interni, e dall'autunno 1998 divennero semplici contenitori di cartoni animati senza conduttori.

### Anni duemila
Da marzo 2001 lo spazio dei cartoni dell'ora di pranzo venne rinominato Teen Toon Town: era introdotto da una breve sigla interpretata da Giorgio Vanni e offriva vari cartoni a rotazione inframezzati solamente da pubblicità e televendite (dal 2002 al 2014 tale spazio non ha avuto più un titolo). Per quanto riguarda la fascia mattutina, il nome e le grafiche di Ciao Ciao Mattina rimasero fino al 29 settembre 2001.
A partire dal 2001 (e anche dopo la cancellazione definitiva dei contenitori, fino al 2005) ciascun cartone animato trasmesso su Italia 1 veniva annunciato con bumper introduttivi dalla voce fuori campo di Mauro Casciari: in sottofondo si potevano ascoltare le canzoni Teen Toon Town all'ora di pranzo e Evviva Bim Bum Bam negli annunci del pomeriggio e della mattina.

### Eventi successivi: anni duemiladieci e duemilaventi
Lo spazio mattutino dedicato ai cartoni animati andò in onda senza un contenitore fino al 31 marzo 2013, data in cui venne cancellata la suddetta fascia feriale (e dal settembre 2013 anche quella del sabato e della domenica). Il 22 dicembre 2014 venne ripristinata la fascia mattutina dei cartoni animati con un contenitore senza spazi interni intitolato Latte e cartoni: la sua programmazione includeva prevalentemente anime degli anni '80 e '90 trasmessi all'epoca in Bim Bum Bam e Ciao Ciao, presentati a volte con i master dell'epoca e a volte in versioni rimasterizzate fornite da Yamato Video, più alcuni corti e vecchie serie della Hanna-Barbera. I cartoni dell'ora di pranzo vengono ora annunciati da un bumper con il titolo Lunch Time.
Il 28 maggio 2017, all'interno della trasmissione maratona Bim Bum Bam Generation su Mediaset Extra, andò in onda una puntata speciale dedicata a Paola Tovaglia con alcuni spezzoni della trasmissione Ciao Ciao, presi da una delle edizioni condotte da lei.
La programmazione animata mattutina su Italia 1 nei giorni feriali è stata interrotta nuovamente dal 10 giugno 2024, e non è più ripresa nonostante Latte e cartoni fosse temporaneamente rimasto presente nei listini Publitalia per l'autunno 2024. La programmazione animata rimane in onda solo al sabato e alla domenica e propone alcuni film e serie della Hanna-Barbera. Diversi anime proposti in passato su Latte e cartoni vengono trasferiti su Italia 2.

## Canali televisivi
Il programma è stato trasmesso nel seguente ordine:
- 1979–1981: messa in onda in syndication sulle emittenti locali del circuito GPE - Telemond;
- 1982–1988: prima messa in onda su Rete 4, all'epoca di proprietà sia della Mondadori (dal 1982 al 1984) che della Fininvest/Mediaset (dal 1984 in poi);
- 1988–1989: prima messa in onda su Italia 1, per una sola stagione;
- 1989–1990: ritorno su Rete 4;
- 1990–1991: dal 3 settembre 1990 esordisce Ciao Ciao Mattina su Italia 1, mentre Ciao Ciao dell'ora di pranzo resta su Rete 4;[13] dal 7 gennaio 1991 entrambi i programmi sono su Italia 1;
- 1991–1992: dal 26 agosto 1991 Ciao Ciao dell'ora di pranzo torna su Rete 4, mentre Ciao Ciao Mattina resta su Italia 1;
- 1992–2001: trasferimento definitivo su Italia 1.

## Sigle della trasmissione
- 1984: Ciao Ciao (Alessandra Valeri Manera/Augusto Martelli), cantata da Cristina D'Avena con il Piccolo Coro dell'Antoniano.
- 1985: Nuovi amici a Ciao Ciao (Alessandra Valeri Manera/Augusto Martelli), cantata da Giorgia Passeri e il pupazzo Four con il Piccolo Coro dell'Antoniano.
- 1986: Four e Giorgia a Ciao Ciao (Alessandra Valeri Manera/Augusto Martelli), cantata da Giorgia Passeri e il pupazzo Four con i Piccoli Cantori di Milano.
- 1987: Ciao Ciao gioca con noi (Alessandra Valeri Manera/Augusto Martelli), cantata da Giorgia Passeri e il pupazzo Four con i Piccoli Cantori di Milano.
- 1988: Ciao Ciao siamo tutti tuoi amici (Alessandra Valeri Manera/Enzo Draghi), cantata da Debora Magnaghi e il pupazzo Four con i Piccoli Cantori di Milano.
- 1989: Per me, per te, per noi, Ciao Ciao (Alessandra Valeri Manera/Enzo Draghi), cantata da Paola Tovaglia e il pupazzo Four con i Piccoli Cantori di Milano.
- 1990: Finalmente Ciao Ciao (Alessandra Valeri Manera/Enzo Draghi), cantata da Paola Tovaglia con Flavio Albanese, Marco Milano e i pupazzi Four e Fourino con i Piccoli Cantori di Milano.
- 1991: Corre il treno di Ciao Ciao (Alessandra Valeri Manera/Enzo Draghi), cantata da Paola Tovaglia con Flavio Albanese, Marta Iacopini, Guido Cavalleri e il pupazzo Four con i Piccoli Cantori di Milano.
- 1992: Afferra la magia di Ciao Ciao (Alessandra Valeri Manera/Enzo Draghi), cantata dal pupazzo Four con i Piccoli Cantori di Milano.

## Edizioni e conduttori

### Ciao Ciao
| Edizione | Rete televisiva | Periodo                               | Conduzione        | Conduzione        | Conduzione        | Conduzione        | Conduzione        | Mascotte | Mascotte |
| -------- | --------------- | ------------------------------------- | ----------------- | ----------------- | ----------------- | ----------------- | ----------------- | -------- | -------- |
| 1        | GPE - Telemond  | 8 ottobre 1979 – 27 settembre 1980    | Nessun conduttore | Nessun conduttore | Nessun conduttore | Nessun conduttore | Nessun conduttore | -        | -        |
| 2        | GPE - Telemond  | 29 settembre 1980 – 3 ottobre 1981    | Nessun conduttore | Nessun conduttore | Nessun conduttore | Nessun conduttore | Nessun conduttore | -        | -        |
| 3        | Rete 4          | 4 gennaio 1982 – 12 settembre 1982    | Nessun conduttore | Nessun conduttore | Nessun conduttore | Nessun conduttore | Nessun conduttore | -        | -        |
| 4        | Rete 4          | 13 settembre 1982 – 25 settembre 1983 | Nessun conduttore | Nessun conduttore | Nessun conduttore | Nessun conduttore | Nessun conduttore | -        | -        |
| 5        | Rete 4          | 26 settembre 1983 – 8 settembre 1984  | Nessun conduttore | Nessun conduttore | Nessun conduttore | Nessun conduttore | Nessun conduttore | -        | -        |
| 6        | Rete 4          | 10 settembre 1984 – 7 settembre 1985  | Giorgia Passeri   | Giorgia Passeri   | Giorgia Passeri   | Giorgia Passeri   | Giorgia Passeri   | Four     | Four     |
| 7        | Rete 4          | 9 settembre 1985 – 6 settembre 1986   | Giorgia Passeri   | Giorgia Passeri   | Giorgia Passeri   | Giorgia Passeri   | Giorgia Passeri   | Four     | Four     |
| 8        | Rete 4          | 8 settembre 1986 – 12 settembre 1987  | Giorgia Passeri   | Giorgia Passeri   | Giorgia Passeri   | Giorgia Passeri   | Giorgia Passeri   | Four     | Four     |
| 9        | Rete 4          | 14 settembre 1987 – 2 luglio 1988     | Giorgia Passeri   | Giorgia Passeri   | Giorgia Passeri   | Giorgia Passeri   | Giorgia Passeri   | Four     | Four     |
| 10       | Italia 1        | 4 luglio 1988 – 24 giugno 1989        | Debora Magnaghi   | Debora Magnaghi   | Debora Magnaghi   | Debora Magnaghi   | Debora Magnaghi   | Four     | Four     |
| 11       | Rete 4          | 26 giugno 1989 – 22 settembre 1990    | Paola Tovaglia    | Paola Tovaglia    | Paola Tovaglia    | Paola Tovaglia    | Paola Tovaglia    | Four     | Four     |
| 12       | Rete 4          | 24 settembre 1990 – 5 gennaio 1991    | Paola Tovaglia    | Flavio Albanese   | Marco Milano      | Marco Milano      | Marco Milano      | Four     | Fourino  |
| 12       | Italia 1        | 7 gennaio 1991 – 24 agosto 1991       | Paola Tovaglia    | Flavio Albanese   | Marco Milano      | Marco Milano      | Marco Milano      | Four     | Fourino  |
| 13       | Rete 4          | 26 agosto 1991 – 22 agosto 1992       | Paola Tovaglia    | Flavio Albanese   | Marta Iacopini    | Guido Cavalleri   | Alfonso La Rossa  | Four     | Four     |
| 14       | Italia 1        | 24 agosto 1992 – 25 settembre 1993    | Paola Tovaglia    | Flavio Albanese   | Marta Iacopini    | Guido Cavalleri   | Alfonso La Rossa  | Four     | Four     |
| 15       | Italia 1        | 27 settembre 1993 – 1º ottobre 1994   | Marta Iacopini    | Marta Iacopini    | Marta Iacopini    | Guido Cavalleri   | Guido Cavalleri   | Four     | Four     |
| 16       | Italia 1        | 3 ottobre 1994 – 9 settembre 1995     | Marta Iacopini    | Marta Iacopini    | Marta Iacopini    | Guido Cavalleri   | Guido Cavalleri   | Four     | Four     |
| 17       | Italia 1        | 11 settembre 1995 – 7 settembre 1996  | Marta Iacopini    | Marta Iacopini    | Marta Iacopini    | Guido Cavalleri   | Guido Cavalleri   | Four     | Four     |
| 18       | Italia 1        | 9 settembre 1996 – 6 settembre 1997   | Giulia Franzoso   | Giulia Franzoso   | Giulia Franzoso   | Carlo Sacchetti   | Carlo Sacchetti   | Four     | Four     |
| 19       | Italia 1        | 8 settembre 1997 – 29 agosto 1998     | Giulia Franzoso   | Giulia Franzoso   | Giulia Franzoso   | Carlo Sacchetti   | Carlo Sacchetti   | Four     | Four     |
| 20       | Italia 1        | 31 agosto 1998 – 25 settembre 1999    | Nessun conduttore | Nessun conduttore | Nessun conduttore | Nessun conduttore | Nessun conduttore | -        | -        |
| 21       | Italia 1        | 27 settembre 1999 – 16 settembre 2000 | Nessun conduttore | Nessun conduttore | Nessun conduttore | Nessun conduttore | Nessun conduttore | -        | -        |
| 22       | Italia 1        | 18 settembre 2000 – 17 marzo 2001     | Nessun conduttore | Nessun conduttore | Nessun conduttore | Nessun conduttore | Nessun conduttore | -        | -        |

### Ciao Ciao Mattina
| Edizione | Rete televisiva | Periodo                               | Conduzione         | Conduzione        | Mascotte |
| -------- | --------------- | ------------------------------------- | ------------------ | ----------------- | -------- |
| 1        | Italia 1        | 3 settembre 1990 – 24 agosto 1991     | Paola Tovaglia     | Paola Tovaglia    | Four     |
| 2        | Italia 1        | 26 agosto 1991 – 22 agosto 1992       | Paola Tovaglia     | Paola Tovaglia    | Four     |
| 3        | Italia 1        | 24 agosto 1992 – 25 settembre 1993    | Paola Tovaglia     | Davide Garbolino  | Ragù     |
| 4        | Italia 1        | 27 settembre 1993 – 2 aprile 1994     | Paola Tovaglia     | Davide Garbolino  | Ragù     |
| 4        | Italia 1        | 4 aprile 1994 – 1º ottobre 1994       | Paola Ajmone Rondo | Davide Garbolino  | Ragù     |
| 5        | Italia 1        | 3 ottobre 1994 – 9 settembre 1995     | Paola Ajmone Rondo | Davide Garbolino  | Ragù     |
| 6        | Italia 1        | 11 settembre 1995 – 7 settembre 1996  | Debora Magnaghi    | Davide Garbolino  | Ragù     |
| 7        | Italia 1        | 9 settembre 1996 – 6 settembre 1997   | Deborah Morese     | Davide Garbolino  | Ragù     |
| 8        | Italia 1        | 8 settembre 1997 – 12 settembre 1998  | Deborah Morese     | Davide Garbolino  | Ragù     |
| 9        | Italia 1        | 14 settembre 1998 – 25 settembre 1999 | Nessun conduttore  | Nessun conduttore | -        |
| 10       | Italia 1        | 27 settembre 1999 – 16 settembre 2000 | Nessun conduttore  | Nessun conduttore | -        |
| 11       | Italia 1        | 18 settembre 2000 – 29 settembre 2001 | Nessun conduttore  | Nessun conduttore | -        |

## Ascolti

### Edizione 1990–1991
Un articolo de La Stampa ha riportato che la media registrata nel febbraio 1991 (in quel periodo Ciao Ciao veniva mandato su Italia 1, e i cartoni animati in onda erano Pippo e Menelao e L'incantevole Creamy, alternati a Vola mio mini pony e Benvenuta Gigì) era di 675.000 telespettatori con uno share del 4,90%.

### Edizione 1991–1992
Un articolo del quotidiano La Stampa del marzo 1992 rilevò che Ciao Ciao (in onda su Rete 4, nel periodo in cui andavano in onda i cartoni animati Dolce Candy e Scuola di polizia) registrava ascolti medi sui 996.000 telespettatori, con uno share del 7,3%.

### Edizione 1992–1993
La serie Lupin, l'incorreggibile Lupin trasmessa all'interno del contenitore, in data 9 giugno 1993 registrava una media di 2.483.000 telespettatori.

### Edizione 1995–1996
La serie Lupin, l'incorreggibile Lupin trasmessa all'interno del contenitore, in data 26 dicembre 1995 registrava una media di 2.089.000 telespettatori.